# 米津政敏
米津 政敏（よねきつ まさとし）は、江戸時代後期の大名、および明治時代の華族、陸軍軍人。出羽国長瀞藩5代藩主。官位は従五位下・伊勢守。維新後は藩庁を移転し、上総国大網藩知事、さらに移転し常陸国龍ヶ崎藩知事となった。爵位は子爵。位階および勲等は正四位・勲五等。

## 生涯
嘉永4年（1851年）3月29日、長瀞藩4代藩主・米津政明の長男として誕生した。慶応元年（1865年）12月11日、父の隠居により家督を相続する。
慶応2年（1866年）12月18日、従五位下・伊勢守に叙任される。戊辰戦争では庄内藩側に与し、慶応4年（1868年）閏4月に天童藩に陣屋を占拠されている。明治2年（1869年）6月、版籍奉還により長瀞藩知事となる。同年11月、政庁を上総山辺郡大網村に、明治4年（1871年）2月にはさらに常陸河内郡龍ヶ崎村に移した。同年7月15日、廃藩置県により、知藩事を免官となる。
維新後は陸軍戸山学校を卒業し、明治10年（1877年）に陸軍少尉、のち中尉に昇進して近衛師団文庫主管などを務めた。明治17年（1884年）子爵。明治22年（1889年）6月10日から翌明治23年（1890年）7月25日まで、梨本宮家の家令を務めた。明治23年7月10日、貴族院議員に当選して終生在任した。
明治28年（1895年）10月30日、死去。享年45。

## 家族
父母
- 米津政明（父）

妻
- 堀田千勢 ー 堀田正睦の娘

子女
- 米津鉄子（長女） ー 子爵松平直敬夫人後に河村隆美夫人
- 米津政賢（長男）

家令
- 富田庸全

## 栄典
- 1895年（明治28年）10月29日 - 正四位[9]